# Walter Schachner
Walter Schachner (Leoben, 1957. február 1. –) válogatott osztrák labdarúgó, csatár, edző.

## Pályafutása

### Klubcsapatban
1967-ben a St. Michael korosztályos csapatában kezdte a labdarúgást. 1975 és 1978 között az Alpine Donawitz, 1978 és 1981 között az Austria Wien labdarúgója volt. Az Austriával három bajnoki címet és egy osztrák kupagyőzelmet ért el. Az 1978–79-es idényben 24 góllal, az 1979–80-asban 34 góllal a bajnokság gólkirálya lett. 1981 és 1988 között Olaszországban játszott. A Cesena, a Torino, az AC Pisa és az Avellino játékosa volt. 1988 és 1990 között a Sturm Graz, 1990-ben az FC Salzburg, 1991-ben a Grazer AK és a VSE St. Pölten labdarúgója volt. 1991 és 1993 között az SR Donaufeld, az Alpine Donawitz / DSV Leoben csapataiban játszott. 1993–94-ben a Sturm Graz, 1994 és 1996 között ismét a DSV Leoben, 1996–97-ben a Tirol Innsbruck játékosa volt. 1997-ben az ASK Kottingbrunn, 1998-ban az Eintracht Wels csapataiban fejezte be az aktív labdarúgást.

### A válogatottban
1976 és 1994 között 64 alkalommal szerepelt az osztrák válogatottban és 23 gólt szerzett. Tagja volt az 1978-as argentínai és az 1982-es spanyolországi világbajnokságon  részt vevő csapatnak.

### Edzőként
1999–2000-ben az FC Zeltweg csapatánál kezdte az edzői pályafutását. 2000 és 2002 között az FC Kärnten, 2002-ben az Austria Wien, 2002 és 2006 között a Grazek AK vezetőedzője volt. 2006–07-ben a német 1860 München szakmai munkáját irányította. 2007-ben az SK Kärnten, 2008 és 2010 között a VfB Admira Wacker Mödling, 2011–12-ben a LASK Linz edzőjeként tevékenykedett.

## Sikerei, díjai
Austria Wien
- Osztrák bajnokság
  - bajnok (3): 1978–79, 1979–80, 1980–81
  - gólkirály (2): 1978–79 (24 gól), 1979–80 (34 gól)
- Osztrák kupa
  - győztes: 1980